# Видре
Видре (лат. Lutrinae) су потпородица сисара, која припада породици куна (Mustelidae).

## Опис
Све врсте видри имају дуга, витка тела и релативно кратке ноге. Између прстију имају пловне кожице. Већина врста има оштре канџе. У стању су да дуго задрже ваздух док пливају испод површине воде. Све врсте видри, сем морске видре, имају дугачке мишићаве репове.
Видре имају врло мекан слој крзна испод спољњег слоја који се састоји од дуге заштитне длаке. Оно задржава слој ваздуха и пружа им топлоту током дугог боравка у води.

## Исхрана
Главни плен већине врсти видре је риба. Поред рибе, видре лове и жабе, ракове и крабе. Видре се такође хране и малим сисарима и птицама. Морске видре се хране шкољкама, које отварају помоћу камења.

## Родови и врсте
Потпородица видре (Lutrinae):
| - Род Amblonyx - Азијска патуљаста видра (Amblonyx cinerea) - Род Aonyx - Афричка видра без канџи (Aonyx capensis) - Конгоанска видра без канџи (Aonyx congicus) - Род Enhydra - Морска видра (Enhydra lutris) - Род Hydrictis - Белогрла видра или пегава видра (Lutra maculicollis) - Род Lontra - Канадска речна видра или северна речна видра или северноамеричка речна видра (Lontra canadensis) - Јужна речна видра или јужноамеричка речна видра или јужна видра (Lontra provocax) - Неотропска видра или неотропска речна видра (Lontra longicaudis) - Обалска видра или видра мачка (Lontra felina) | - Род Lutra - Видра или обична видра или европска видра (Lutra lutra) - Суматранска видра или длакава видра (Lutra sumatrana) - Јапанска видра (Lutra nippon) † - Род Lutrogale - Глатка индијска видра или глатка видра (Lutrogale perspicillata) - Род Pteronura - Дивовска видра или џиновска видра (Pteronura brasiliensis) |